# Zapreval
Zapreval je naselje v Občini Gorenja vas - Poljane.